# Endlicheria metallica
Endlicheria metallica är en lagerväxtart som beskrevs av André Joseph Guillaume Henri Kostermans. Endlicheria metallica ingår i släktet Endlicheria och familjen lagerväxter. Inga underarter finns listade i Catalogue of Life.